# Rita Gam
Rita Gam (Pittsburgh, 2 de abril de 1927 - Los Angeles, 22 de março de 2016) foi uma atriz norte-americana.
Entre seus principais trabalhos estão os filmes Saadia (1953), Átila, Rei dos Hunos (1954) e o bíblico O Rei dos Reis (1961), onde interpretou a princesa Herodias. Ela e Viveca Lindfors dividiram o Urso de Prata de melhor atriz no Festival Internacional de Berlim 1962 por seus papéis como as mulheres em quarto de hotel em Tad Danielewski's No Exit, baseado na peça de Jean-Paul Sartre. Foi um dos membros fundadores do Actors Studio.
Ela foi casada com o diretor de cinema Sidney Lumet, entre 1949 e 1954, quando se separaram. Em 1956 ela se casou com o publicitário Thomas Guinzburg de quem se separou em 1956. Rita também foi madrinha de casamento de Grace Kelly, sua amiga íntima, com o príncipe Rainier de Mônaco.
Rita chegou a ser cotada para o papel de Sephora no filme Os Dez Mandamentos, de 1956, de Cecil B. DeMille, mas o papel terminou com Yvonne De Carlo.
Rita morreu em 22 de março de 2016 devido a insuficiência respiratória, no Cedars-Sinai Medical Center, em Los Angeles.